# Carlos de Ochoa Madrazo
Carlos de Ochoa Madrazo (Madrid, 13 de junio de 1836-¿?) fue un literato español.

## Biografía
Hijo de Eugenio de Ochoa, nació el 13 de junio de 1836 en Madrid. Licenciado en jurisprudencia, fue autor de Trozos escogidos de los mejores hablistas, con prólogo y biografías, y también de otras obras como Un viaje sentimental, comedia representada en el Teatro del Príncipe en 1858, arreglada a la escena española; El Capitán Azul, drama en tres actos; Un mal padre; Las colegiales de Saint Cyr, y La loca de Londres. Residió muchos años en París, donde colaboró con publicaciones periódicas como La Presse, La Liberté y La France. Allí fungió como delegado de la Hacienda española en la capital gala. Ochoa, que solía firmar con los seudónimos de «Claudio» y «Un testigo ocular», dirigió el periódico madrileño L'Espagne en 1866 y fue también colaborador de La Época. Su hermano Rafael fue pintor.